# International Solar Energy Society
De International Solar Energy Society of ISES is een internationale organisatie die de ontwikkeling en het gebruik van zonne-energie promoot. De organisatie heeft een UN-acreditatie. Het hoofdkwartier van de organisatie is te Freiburg im Breisgau in Duitsland en heeft als voorzitter David S. Renné.
De in 1954 opgerichte organisatie is momenteel actief in 106 landen en heeft als leden zonne-industrie, onderzoekers en wetenschappers en andere zonne-energie-organisaties. De organisatie is zelf lid van de International Renewable Energy Alliance.
De International Solar Energy Society is uitgever van het wetenschappelijk tijdschrift Renewable Energy Focus.